# Flottage du bois au Canada
Pour un article plus général, voir Flottage du bois.

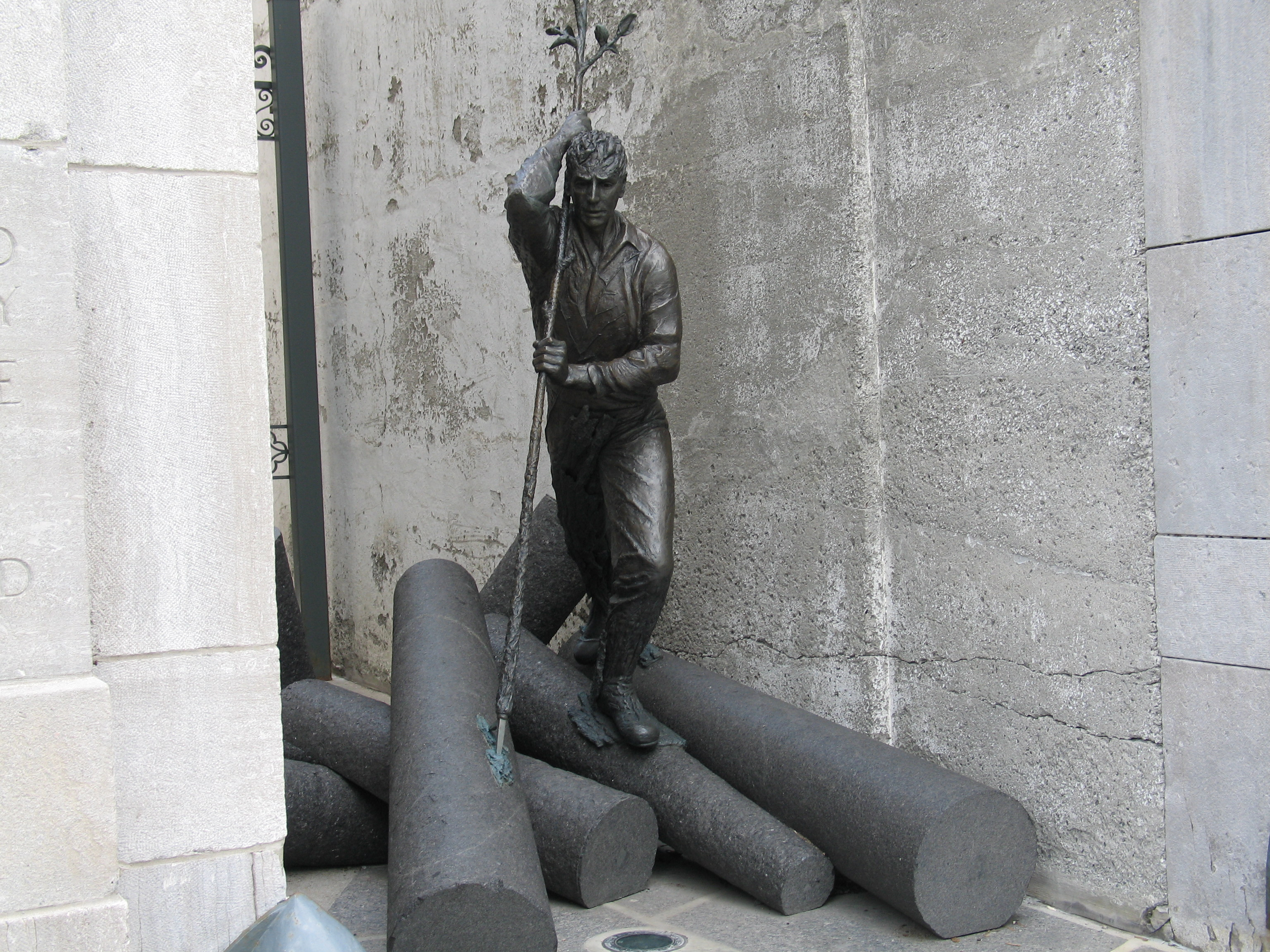
L'Homme-rivière, à côté de l'Édifice Price.

Le flottage du bois au Canada est traditionnellement effectué par des draveurs. Le draveur est un ouvrier forestier chargé de contrôler la libre flottaison des troncs d'arbres coupés qui sont jetés dans un cours d'eau afin d'atteindre la destination de leur prise en charge. Ils forment avec les cageurs, ce que l'on appelle les flotteurs en Europe.
Un draveur est principalement un bûcheron qui, après un hiver complet en forêt, descend, lors du dégel (la débâcle), les bois qu'ils ont entreposés sur les lacs et digues de fortune en bois et glace.

## Histoire
Lorsque le temps se réchauffait, on faisait "sauter" la digue et les draveurs armés de leur "pique" ou "drave" poussaient le bois au gré du courant. Ils possédaient aussi des bottes cloutés (dites croquées) qui les aidaient à mieux se tenir sur les billots
Ils habitaient dans des camps dans la forêt.
La drave pouvait durer plusieurs semaines.  
Le bois était amené directement à la papetière (le moulin à papier) située au bord d'eau où des aires de stockage dans l'eau étaient préparées. 

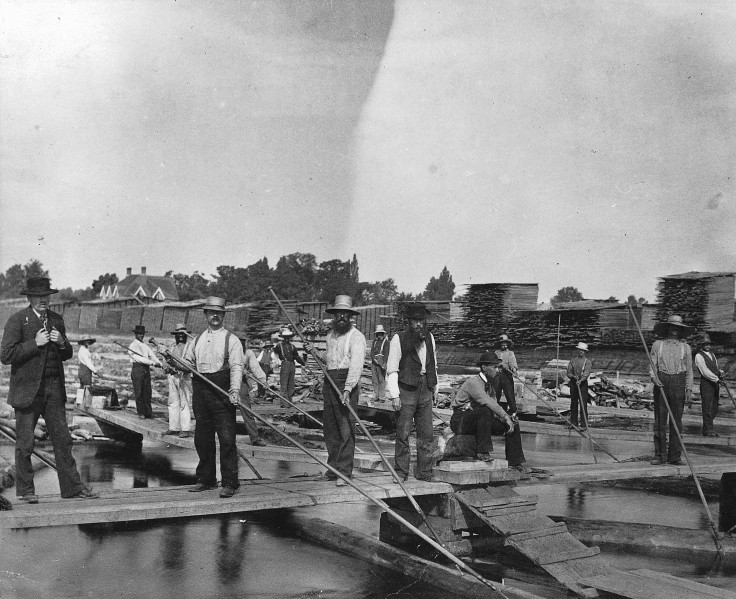
triage des grumes sur la rivière des Outaouais, vers 1884.

Cette méthode présentait l'avantage d'être très économique, puisque le bois s'en trouvait ramolli et souvent presque entièrement écorcé sans frais, cependant elle présentait des conditions de travail très difficiles (risques de maladies, hypothermie, noyades). Le développement de la drave a amené l'acidification et la libération de métaux lourds dans l'eau (mercure, principalement), contenus dans les écorces des résineux. Cette acidification a dérangé le cours des rivières et créé un désastre pour les nations autochtones qui dépendaient de la pêche de poissons devenus rares et toxiques. 
La rivière Saint-Maurice fut la dernière rivière dravée au Québec. Il existe encore de la petite drave en Colombie-Britannique, dans les rivières de montagne près de la mer mais les bateaux prennent vite le relais des draveurs journaliers. 
Ce métier, mal payé et miséreux au début du siècle, était généralement exercé par des agriculteurs inactifs l'hiver (Canadien français (Québec, Ontario), Acadiens, Irlandais, Écossais et même Anglais, bien que ces derniers fussent souvent contremaîtres ("foremen") du fait de leur connaissance de la langue du patron.